# Palophagoides vargasorum
Palophagoides vargasorum es una especie de coleóptero de la familia Megalopodidae.

## Distribución geográfica
Habita en Chile.